# Lavendel (Farbe)

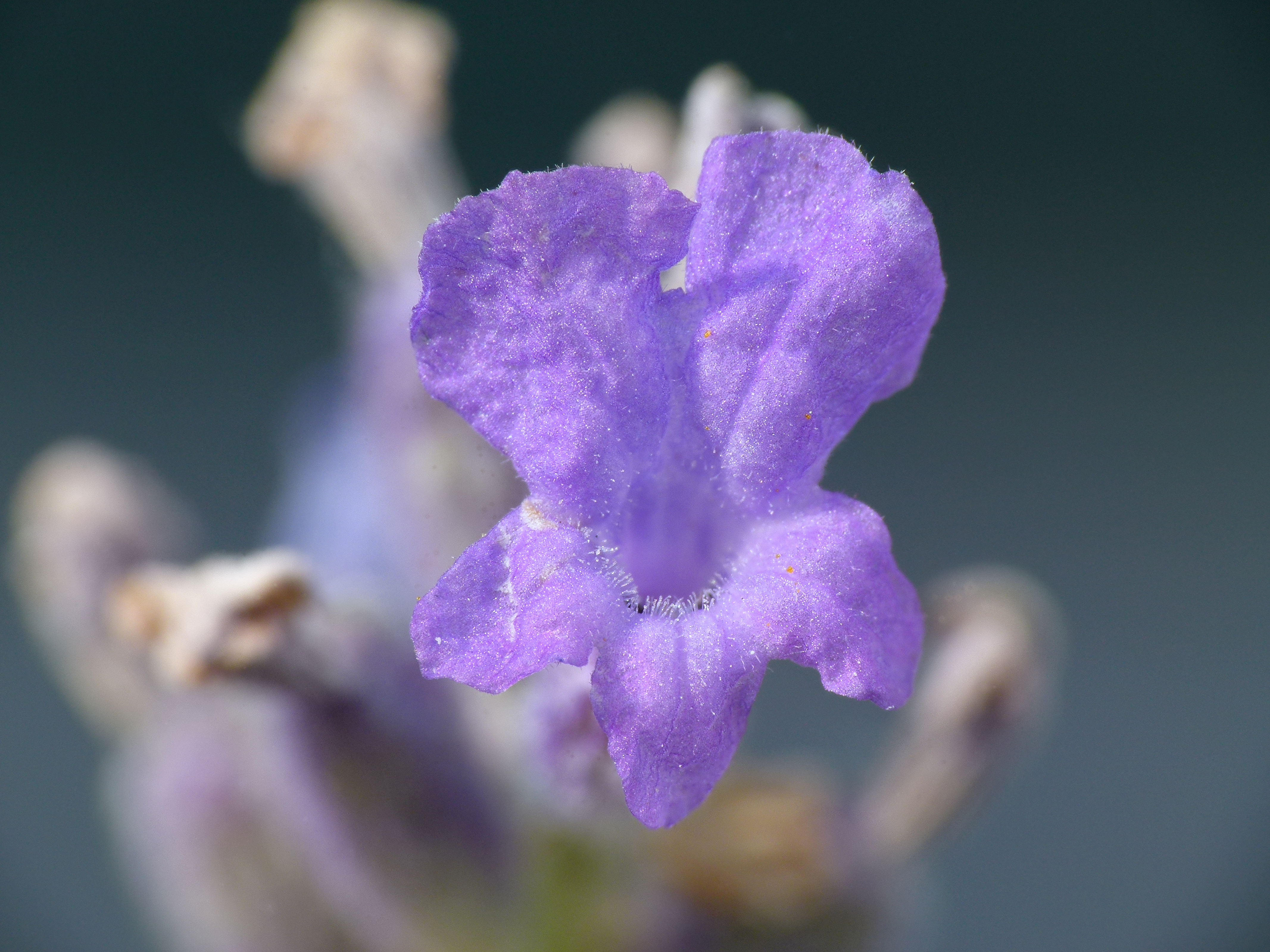
Lavendelblüte

Lavendel bezeichnet eine rot-blaue Farbe mit einer starken Tendenz zum Blau. Ungeachtet dessen kann die Farbe Lavendel auch zu den Violett-Tönen gezählt werden. Der Farbname leitet sich von der gleichnamigen Pflanze ab, da deren Blütenblätter und Blütenkelche diese Farbe aufweisen (siehe Echter Lavendel). Ein helles Lavendel kann bei flüchtigem Hinschauen auch als ein Hellblau wahrgenommen werden.